# Zentralafrikanisches Kaiserreich
Zentralafrikanisches Kaiserreich (amtliche französischsprachige Bezeichnung Empire centrafricain) war eine vom 4. Dezember 1976 bis 20. September 1979 bestehende Monarchie auf dem Gebiet der vorherigen und späteren Zentralafrikanischen Republik. Das Kaiserreich wurde vom seit 1966 herrschenden Militärdiktator Jean-Bédel Bokassa, der sich 1976 selbst zum Kaiser Bokassa I. krönte, ausgerufen. Während dieser Zeit war das Land de jure eine konstitutionelle Monarchie, wurde aber faktisch vom Monarchen mit der Einheitspartei Mouvement pour l’évolution sociale de l’Afrique noire (MESAN) autokratisch regiert.
In der Epoche des Kaiserreiches festigte Bokassa I. mit der Unterstützung Frankreichs seine Diktatur und versuchte die Macht seiner Familie durch eine Erbmonarchie abzusichern. Er ließ im Rahmen politischer „Säuberungen“ mehrere zehntausende vermeintliche und tatsächliche Gegner willkürlich verhaften, ohne Prozess zu Zwangsarbeit verurteilen oder hinrichten sowie in Gefängnisse und Straflager deportieren. Viele Gefangene starben dort durch Folter oder kamen durch die unmenschlichen Bedingungen ums Leben. Versprochene wirtschaftliche Verbesserungen traten trotz Anfangserfolgen nicht ein und kosteten das international isolierte Regime im Volk die letzten Sympathien.
Die Ära des Kaiserreiches endete 1979 nach Massenprotesten mit einem Staatsstreich von Bokassas Cousin David Dacko, der am 21. September den Kaiser für abgesetzt erklärte und wieder die Republik ausrief.

## Entwicklung

### Vorgeschichte

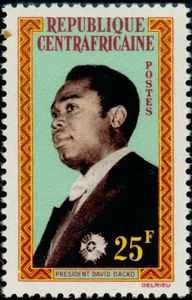
David Dacko auf einer Briefmarke (1962)

Die Wurzeln des Kaiserreiches lagen bereits in der Unabhängigkeit der Zentralafrikanischen Republik am 13. August 1960. Frankreich entließ das Land unter der Herrschaft von Präsident David Dacko aus der Kolonialherrschaft.
Dacko war der erste Präsident des Landes und baute gleichzeitig als Verteidigungsminister seine Präsidentschaft auf der Unterstützung des Militärs (Forces Armées Centrafricaines) auf. Er ernannte, um die Loyalität der Armee zu gewährleisten, seinen Cousin Oberst Jean-Bédel Bokassa 1964 zum Generalstabschef und Militärberater des Präsidenten. Mit seiner Unterstützung begann Dacko seine Macht zu konsolidieren und verwandelte sein Regime in einen Einparteienstaat mit einer starken Präsidentschaft mit einer Amtszeit von sieben Jahren. Am 5. Januar 1964 wurde Dacko bei einer Wahl, wo er als einziger Kandidat antrat, wiedergewählt. Während seiner kurzzeitigen zweiten Amtszeit als Präsident ließ Dacko die Diamantenproduktion im Land erhöhen. Aufgrund von Misswirtschaft wurde bis 1966 mindestens die Hälfte aller bis dahin geförderten Diamanten illegal aus dem Land geschmuggelt. Dacko verlor durch wachsende Korruption, eine immer stärker werdende Ineffizienz der Regierung und eine zunehmende kostspielige Bürokratisierung die Unterstützung der meisten Zentralafrikaner. Auch kam es zu Spannungen mit Frankreich, weil sich Dacko außenpolitisch zunehmend der Volksrepublik China zuwandte.
In der Nacht vom 31. Dezember 1965 zum 1. Januar 1966 kam es zu einem unblutigen Staatsstreich von Jean-Bédel Bokassa gegen Dacko, wodurch die mögliche Übernahme der Macht durch den Leiter der zentralafrikanischen Gendarmerie Jean Izamo, einen Rivalen Bokassas, verhindert wurde. Bokassa ernannte sich am 1. Januar 1966 zum zweiten Präsidenten der Zentralafrikanischen Republik.
In den ersten Monaten seiner Herrschaft sicherte der im Volk populäre Diktator seine Macht. Er bildete eine neue Regierung, hob die Verfassung von 1959 auf und löste die Nationalversammlung der Republik auf. Er versuchte die Wirtschaft zu stabilisieren, versprach eine aktive Bekämpfung der Korruption und versuchte, sein Land mit einer zögerlichen Industrialisierung zu modernisieren. Er verbot zur Gleichberechtigung von Frauen Vielehe, Mitgift und die traditionelle Beschneidung von Frauen und versuchte die Bildung und Verkehrsmittel einem Großteil der Bevölkerung zugänglich zu machen. Gleichzeitig unternahm er aber starke Einschnitte ins öffentliche Leben.
Trotz der weitgehend positiv aufgenommene Reformen hatte Bokassa Schwierigkeiten, sein Regime international zu legitimieren. Er versuchte sich als Antikommunist im Westen darzustellen, brach am 6. Januar 1966 die Beziehungen zu China ab und verwies alle chinesischen Militärberater und Personen aus dem wirtschaftlichen Leben des Landes.
Bokassas Regime wurde als erstes vom benachbarten Tschad diplomatisch anerkannt. Bald darauf folgten die meisten anderen afrikanischen Länder. Frankreich lehnte die Zusammenarbeit mit dem Regime zuerst ab, änderte seine Haltung nach dem Besuch des französischen Staatspräsidenten Charles de Gaulle bei Bokassa am 7. Juli 1966. Auf dessen Druck beteiligte sich die Zentralafrikanische Republik am 2. April 1968 bei der Gründung der Union der zentralafrikanischen Staaten (UEAC) mit der DR Kongo und Tschad. Bokassa verkündete am 30. August 1970 eine Landreform und trat politisch für den Wert der Arbeit ein. Sein Regime wurde von da an stark von Frankreich unterstützt, das es zur Verteidigung seiner Interessen in der Region als günstig erachtete, etwa für die Förderung von Uran in Bakouma.
Frankreich interessierte sich auch für die strategische geographische Lage des Landes in der Mitte Afrikas.

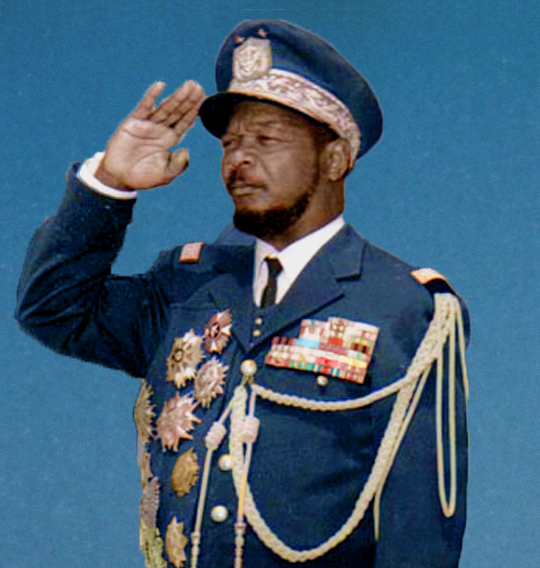
Bokassa bei einem Staatsbesuch in Rumänien (1970)

Bokassa stärkte seine Macht diktatorisch, ließ Folter und Hinrichtungen praktizieren und erklärte sich am 2. März 1972 zum Präsidenten auf Lebenszeit. Am 19. Mai 1974 ließ er sich zum Marschall befördern. Wichtige Positionen des Landes besetzte er mit Verwandten. Am 2. Januar 1975 bildete er eine neue Regierung unter seiner entfernten Verwandten Elisabeth Domitien, die damit zum ersten weiblichen Regierungschef Afrikas wurde, und machte seinen entmachteten Cousin Dacko zu seinem Berater.

### Proklamation des Kaiserreiches

Standarte von Kaiser Bokassa I.

Am 3. September 1976 entließ Bokassa die Regierung von Elisabeth Domitien, die sich der Umwandlung der Republik in eine Monarchie widersetzte, und ersetzte sie durch den „Zentralafrikanischen Revolutionsrat“ (Conseil de la Révolution Centrafricaine). Am 4. Dezember 1976, auf dem Parteitag der MESAN, wurde die Umwandlung der Republik in ein Kaiserreich beschlossen. Der Kongress nahm eine neue Reichsverfassung an, wonach der Kaiser der Leiter der Exekutive war und die Krone des Reiches erblich durch die männlichen Nachfolger übertragen wurde. Im selben Monat wurden der Katholizismus und Protestantismus zu Staatsreligionen erklärt und das Parlament als Volksvertretung abgeschafft.
Bokassa versuchte seine Handlungen zu rechtfertigen, indem er behauptete, dass eine Monarchie dem Land zu mehr Geltung auf dem afrikanischen Kontinent und in der Welt verhelfen würde. Aufgrund der egoistischen Extravaganz des Monarchen setzte sich in der westlichen Öffentlichkeit das Bild eines mit „Cäsarenwahnsinn“ befallenen Herrschers durch und verfestigte das Bild eines größenwahnsinnigen korrupten Militärregimes.
Bokassa ließ sich schließlich am 4. Dezember 1977, zwei Tage nach dem 173. Jahrestag der Kaiserkrönung seines Vorbildes Napoleon 1804, im Sportpalast von Bangui zum „Kaiser von Zentralafrika“ krönen. Die Krönung fand im Beisein von 5000 Gästen, darunter des französischen Kooperationsministers Robert Galley, statt. Kein ausländisches Staatsoberhaupt oder Regierungschef nahm daran teil, außer der Premierminister von Mauritius Seewoosagur Ramgoolam. Während der Krönung trug Bokassa eine Samtrobe mit einer 10 Meter langen Replik der Schleppe, die auch Napoleon bei seiner Krönung getragen hatte. Bokassa hatte die Firma Guiselin, die schon Napoleons Kleider entworfen hatte, dazu überredet.
Die Zeremonie war sehr luxuriös: 10.000 Schmuckstücke, 200 Militär- und Polizeiuniformen, 600 Smokings und etwa 60.000 Flaschen Champagner und Burgunder, 100 Tonnen Feuerwerkskörper, 1,5 Tonnen Orden, 5.100 Galauniformen, 20 Citroën-Diesel und 60 (Mercedes)-Limousinen wurden für den Festakt verbraucht beziehungsweise eingeflogen. Viele französische Handwerker und Designer halfen und organisierten die Krönung. So stammte der Thron vom Bildhauer Olivier Brice. Für die kaiserliche Garderobe war der Modedesigner Pierre Cardin zuständig. Die Kaiserkrone aus purem Gold wurde vom Juwelier Claude Arthus-Bertrand mit angeblich 7.000 Diamanten von 60 Karat im Wert von fünf Millionen US-Dollar gestaltet. Das Zepter und der Reichsapfel kosteten etwa weitere fünf Millionen.
Insgesamt kostete die Kaiserkrönung das Land zwischen 20 und 50 Millionen US-Dollar, einen Drittel des damaligen Staatshaushaltes. Sie wurde zum größten Teil durch Libyen und Frankreich finanziert.
Der neue Kaiser quartierte sich zunächst in einer Villa in Kologo, einem Vorort von Bangui, ein, besaß aber noch als offizielle Residenz einen Palast in seinem Heimatdorf Bobangui.
Bokassa I. trug den Titel „Seine kaiserliche Majestät Bokassa der Erste, Kaiser von Zentralafrika durch den Willen des Zentralafrikanischen Volkes vereinigt in der nationalen politischen Partei, der MESAN“  (französisch Empereur de Centrafrique par la volonté du peuple Centrafricain, uni au sein du parti politique national, le MESAN), seine Frau Catherine Martine Denguiadé den Titel Catherine I. Die Flagge der vorherigen Republik wurde beibehalten, der Name „Zentralafrikanisches Kaiserreich“ wurde aber auf Briefmarken und Münzen verwendet. Bokassa entfaltete danach eine zügellose Despotie, in der Folter und Prügelstrafe an der Tagesordnung waren.

### Entwicklung bis 1979
Bokassa gelang es nach der Proklamation, das neue Kaiserreich nach innen und außen relativ zu stabilisieren. Sein Regime stützte er auf Muammar al-Gaddafis Libyen und Frankreich unter Präsident Valéry Giscard d’Estaing, der den Diktator 1975 zu einem „Freund und Familienmitglied“ Frankreichs erklärt hatte und ihn mit Diamanten beschenkte. Bis 1979 gab Frankreich für das Regime den Großteil seiner Entwicklungshilfsgelder für Afrika aus und leistete militärische Unterstützung. Im Gegenzug lud Bokassa d’Estaing zweimal jährlich auf Jagdreisen nach Zentralafrika ein und errichtete für den Präsidenten im Norden des Landes ein privates Jagdrevier. Sein Regime belieferte Frankreich mit Uran, das für die französische Kernenergie und das Atomwaffenprogramm benutzt wurde. Aufgrund des Kalten Krieges versuchte Bokassa sein Reich von beiden Seiten des Eisernen Vorhangs anerkennen zu lassen. Ihm gelang es in dieser Epoche, 28 neue Botschaften ausländischer Staaten in Bangui zu eröffnen, und er machte die Stadt zum Sitz von zwei afrikanischen Organisationen.
Die Zusammenarbeit mit Frankreich kam mit der Kaiserkrönung 1977, als der französische Verteidigungsminister ein Armeebataillon zur Sicherung der Zeremonie entsandte und der Regierung 17 Flugzeuge für die neue kaiserliche Luftwaffe schenkte, zu einem Höhepunkt.
Im Inneren des Reiches versuchte Bokassa sein „imperiales Regime“ durch eine zügellose Despotie, in der Folter und Prügelstrafe an der Tagesordnung waren, durchzusetzen. Bokassa ließ mehrere zehntausende Menschen einsperren und soll Gefangene Krokodilen und Löwen zum Fraß vorgeworfen haben. Auch die Familien seiner Frauen, einige persönliche Bekannte und seine eigenen Leibwächter ließ der Kaiser hinrichten. Bettler oder Invaliden in den größeren Städten sollen von Schergen des Regimes gefangen genommen und aus fliegenden Flugzeugen geworfen worden sein. Diebe wurden meist die Ohren abgeschnitten und zu Tode geprügelt. Die meisten Verbrechen wurden im Zentralgefängnis von Ngaragba in Bangui verübt. Ob das Regime und Bokassa Kannibalismus praktizierten, ist umstritten. Bokassa gehörte dem Volk der G'bakka an, denen Kannibalismus unterstellt wurde. Die einzigen Zeugen für einen angeblichen Kannibalismus von Bokassa waren sein ehemaliger französischer Koch Philipp Linguissa und David Dacko.
Bokassa und seine Familie legten sich während des Kaiserreiches durch zunehmende Korruption und Günstlingswirtschaft ein beträchtliches Vermögen an. Der Diktator soll bis 1979 wöchentlich 17 Millionen Franc (damals 38.000 Deutsche Mark) von der Staatskasse in sein Privatvermögen geschmuggelt haben. Das Geld benutze er hauptsächlich zum Kauf von einigen Schlössern, Villen und Hotels in ganz Europa. Allein in Frankreich besaß er drei Schlösser, ein Hotel, ein Landgut und eine Villa bei Nizza.
Am 14. Juli 1977 geriet das Regime durch die Verhaftung und Folterung des weißen Journalisten Michael Goldsmith, eines Korrespondenten der „Associated Press für Südafrika“, der für einen Spion gehalten wurde, in den Blickpunkt der Weltöffentlichkeit. Die Kritik der westlichen Großmächte und der Vereinten Nationen isolierten das Land zunehmend.
Im Januar 1979 kam es in Bangui zu friedlichen Demonstrationen von Beamtenfamilien, die Bokassa seit einigen Monaten nicht mehr bezahlt hatte. Der Kaiser ließ die Revolte niederschlagen und etwa zwölf Menschen starben. Die Lage beruhigte sich dennoch nicht. Vom 17. April und 19. April kam es zu Unruhen einer großen Anzahl von Grundschülern und Studenten, nachdem sie sich der Bezahlung und dem Tragen von teuren, von der Regierung verordneten Schuluniformen mit dem Konterfei Bokassas darauf verweigert hatten. Als Bokassa am 19. April durch die Hauptstadt gefahren sein soll und sein Wagen mit Steinen beworfen wurde, schlugen die Proteste in Gewalt um. Das Regime befahl die Verhaftung von 180 Kindern, die am Abend des gleichen Tages von Bokassa teilweise persönlich totgeprügelt worden sein sollen oder erstickt wurden. Lediglich 28 Kinder überlebten das Massaker. Die Anzahl der Opfer und Überlebenden ist umstritten. So starben laut Amnesty International „nur“ 100 Kinder.
Die massive weltweite Berichterstattung in der Presse zum Tod der Schüler ließ die Schutzmacht Frankreich unter Druck geraten und die Republik distanzierte sich im Mai 1979 vom Regime.

### Ende des Reiches
Der ehemalige Präsident David Dacko nutzte im September 1979 eine Reise Bokassas nach Libyen zu einem von Frankreich unterstützten, erfolgreichen Putsch (die sogenannte Opération Barracuda). Das Kaiserreich wurde abgeschafft und am 20. September 1979 die Republik wiederhergestellt. Als der Ex-Kaiser Bokassa am 23. Oktober 1986 aus dem Exil in die Zentralafrikanische Republik zurückkehrte, wurde er verhaftet und zum Tode verurteilt. Das Urteil wurde 1988 in Zwangsarbeit umgewandelt. Bokassa starb am 3. November 1996 in der Hauptstadt Bangui.